# Cerbani

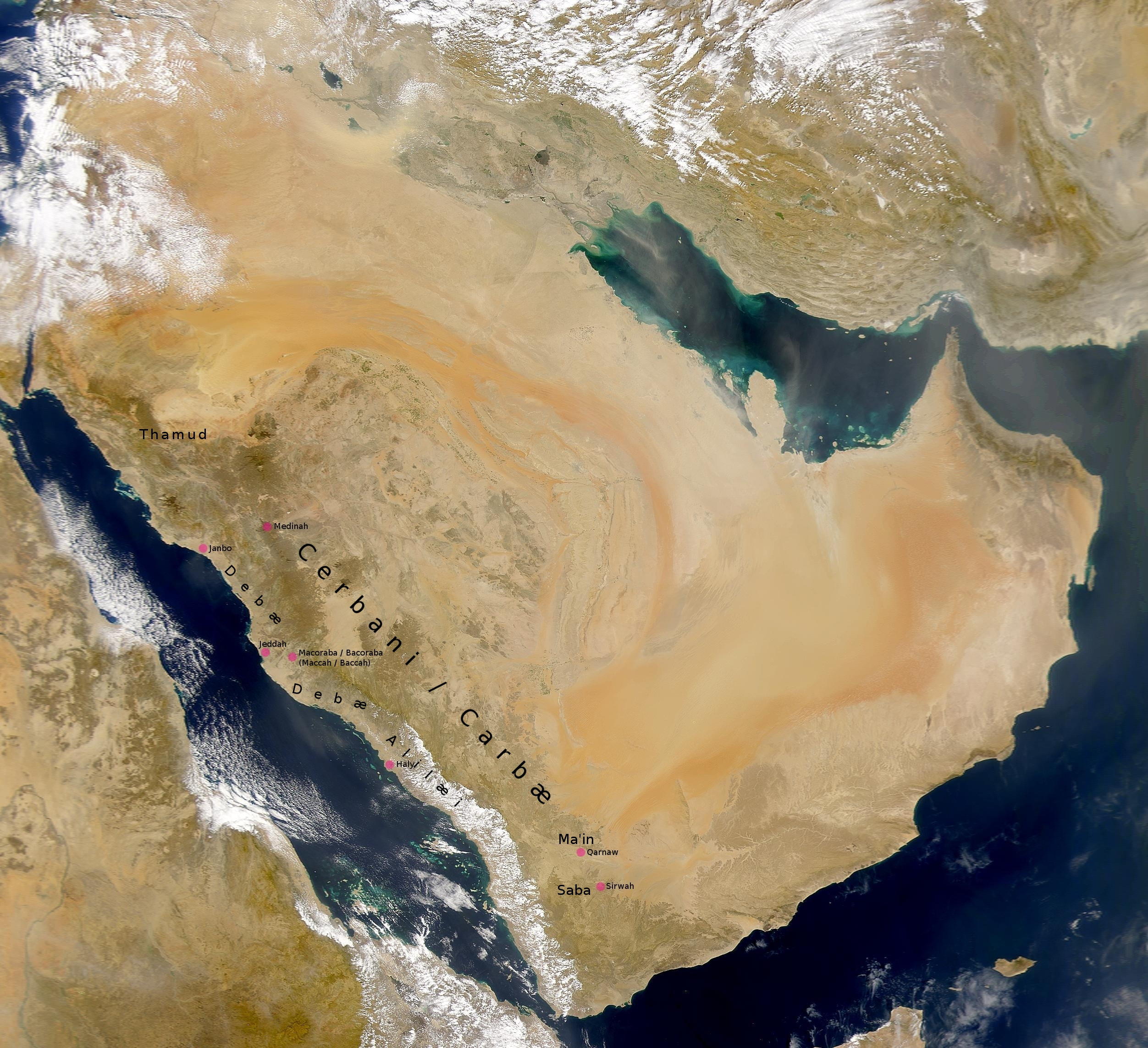
Stämme und Lokalitäten um Christi Geburt im südlichen Hedschas

Um Christi Geburt tauchen, nach den Historikern die Cerbani bei Plinius bzw. Carbæ bei Diodor neben den mit ihnen Verbündeten Debæ bzw. Dedebæ als mächtigste Stämme im Gebiet des südlichen Hedschas der sogenannten arabischen Halbinsel auf (s. a. Ptolemaios). Nach Gelehrtenmeinung sind diese Cerbani/Carbæ identisch mit den Harb (arabisch Schrb oder Tschrb).

## Etymologie
Samuel Bochart vermutete, sie seien eingewanderte Phönizier. Weil sie sehr kriegerisch waren, wird auch spekuliert, dass sie mit den nordarabischen Kedariten (Kedar) zusammenzubringen sind. Das Hebräische kerab für Krieg, das karab für kämpfen oder das Arabische harb für Krieg zeigen Charles Forster zufolge eine Verbindung auf.

## Lokalisierung
Die Hauptstadt bzw. der Hauptsitz oder das religiöse Zentrum war das antike Mekka, das Macoraba des Ptolemaios, das auch als Bakkah im Koran vorkommt. Die Cerbani hatten nach den antiken griechischen und römischen Quellen nur einen Hafen und konzentrierten sich auf das fruchtbare Binnenland, waren jedoch mit den seefahrerisch weit aktiveren Debae oder Dedebae, die nahezu die gesamte Küste des Hedschas beherrschten, verbündet. Plinius zählt sie neben den Sabäern und anderen als Seefahrer auf.